# Fi Aquarii
Fi Aquarii o Phi Aquarii (φ Aqr / 90 Aquarii) es una estrella en la constelación de Acuario de magnitud aparente +4,22. Se encuentra a 202 años luz del sistema solar.
Fi Aquarii es una gigante roja de tipo espectral M2III con una temperatura superficial de 3760 K.
Su luminosidad —incluyendo una importante cantidad de energía emitida como radiación infrarroja— es 265 veces mayor que la luminosidad solar.
Estos parámetros permiten estimar su radio, 38,5 veces más grande que el del Sol.
Situada un grado al sur de la eclíptica, Fi Aquarii es ocultada periódicamente por la Luna, lo que permite, en función del tiempo que emplea el disco lunar en cubrir la estrella, calcular su radio mediante esta técnica, obteniéndose un valor de 32,7 radios solares.
Modelos de evolución estelar revelan que la luminosidad y temperatura de Fi Aquarii son casi idénticas a las que tendrá nuestro Sol con una edad de 12.200 millones de años.
En este sentido, es interesante observar hoy a Fi Aquarii para ver como será nuestro Sol dentro de 7600 millones de años.
Se piensa que Fi Aquarii finalizó la fusión del hidrógeno hace 2400 millones de años y actualmente está aumentando en brillo con un núcleo inerte de helio. En un futuro relativamente cercano, comenzará a fusionar el helio en carbono y oxígeno, transformándose en una de las numerosas gigantes naranjas visibles en el cielo nocturno.